# Jacob Meckel
Klemens Wilhelm Jacob Meckel (28 de marzo de 1842 - 5 de julio de 1906) fue un oficial del ejército del Imperio alemán y asesor militar del Imperio japonés durante la Era Meiji.

## Biografía
Meckel nació en Colonia, Provincia del Rin, Prusia, y terminó sus estudios en la Escuela de Guerra del Ejército prusiano en 1867. Destacó por sus servicios en la guerra guerra franco-prusiana, donde fue condecorado con la  Cruz de Hierro.

### Japón (1885-1888)
Tras la victoria alemana en la guerra de 1870/71, el gobierno japonés decidió organizar su ejército según el modelo prusiano. A consecuencia de ello, en 1885 y con el grado de Major (equivale en español a mayor) fue contratado por Japón como consejero extranjero (お雇い外国人 O-yatoi gaikokujin?) con las funciones de profesor de la Escuela de Guerra Imperial Japonesa y consejero del Estado mayor japonés.
En esta época cooperó con los generales y futuros políticos Aritomo Yamagata, Oyama Iwao y Katsura Tarō, así como con el estratega Kawakami Soroku. Muchas recomendaciones de Meckel fueron llevadas a cabo, como la reorganización de la estructura de mando del ejército en divisiones y regimientos (aumentando así la movilidad); el fortalecimiento de la estructura logística y de transporte, conectando mediante ferrocarriles las principales bases del ejército; el establecimiento de regimientos de artillería e ingenieros como unidades operativas independientes, y la revisión del sistema de reclutamiento universal para suprimir prácticamente todos los eximentes. Se exhibió un busto de Jacob Meckel frente a la Escuela de Guerra Imperial Japonesa desde 1909 a 1945.
Aunque su estancia en Japón fue relativamente corta, Meckel fue de gran importancia para el desarrollo militar japonés. Se le acredita la introducción en Japón de las tácticas militares recogidas en la famosa obra De la guerra, de Carl von Clausewitz, y el concepto prusiano de juegos de guerra (Kriegsspiel) como un modo de refinar las tácticas militares.
Antes de su estancia en Japón, la organización del ejército seguía muy estrechamente modelos franceses; pero a pesar de todo pudo establecer el estilo prusiano, al haber instruido a cerca de 60 de los oficiales japoneses de mayor graduación de la época, en táctica, estrategia y organización. Reforzó especialmente la idea de Herman Roesler de sumisión al emperador enseñando a sus alumnos que el éxito militar prusiano era consecuencia de la lealtad inquebrantable del cuerpo de oficiales a su Káiser, como fue recogido en los artículos XI-XIII de la Constitución Meiji.
En 1888 terminó su contrato con el gobierno japonés y volvió a Alemania. Su recuerdo permaneció vivo en Japón durante largo tiempo, y sus lecciones en la Escuela de Guerra Imperial de Japón supusieron todavía durante décadas las bases de la educación militar en Japón. Se atribuye a las reformas de Meckel la victoria aplastante sobre China en la primera guerra chino-japonesa de 1894-95. Sin embargo, su confianza excesiva en el uso de infantería en campañas ofensivas también llevó al gran número de bajas japonesas en la guerra ruso-japonesa de 1904-05.

### Regreso a Alemania
Tras su vuelta a Alemania, Meckel fue comandante del 2.º Regimiento de infantería en la fortaleza de Maguncia (la fortaleza confederada de la ciudad de Maguncia), siendo ascendido poco después a Generalmajor (equivale generalmente en español a General de Brigada) y puesto al mando de todas las fuerzas alemanas en el área del Rin. Fue nombrado editor de las 2.ª y 3.ª ediciones de Deberes del Estado Mayor (Der Dienst des Generalstabes), del General Paul Bronsart von Schellendorff. Fue nombrado Jefe Adjunto del Estado Mayor del Ejército Alemán en 1895, pero sus desavenencias con el Káiser Guillermo II, que se oponía al ascenso de Meckel dentro de la nobleza prusiana, le costaron el cargo, y en su lugar acabó sus días como militar como comandante de la 8.ª Brigada de Infantería, retirándose del servicio activo poco después. Falleció a los 65 años en Gernrode, en el estado de Sajonia.

## Obras de las que fue autor
- Studien über das Kriegsspiel, 1873
- Lehrbuch der Taktik, 1874–1876
- Anleitung zum Kriegsspiele, 1875, segunda edición 1904
- Der verbesserte Kriegsspiel-Apparat, 1875, segunda edición 1900
- Die Elemente der Taktik, 1877, segunda edición 1883, tercera edición con el título Grundriß der Taktik 1895, cuarta edición 1897 (Digitalizado, PDF de la tercera edición, en alemán (enlace roto disponible en Internet Archive; véase el historial, la primera versión y la última).)
- Taktik. Allgemeine Lehre von der Truppenführung im Felde, 1881, segunda edición 1883, tercera edición 1890 con el título de Allgemeine Lehre von der Truppenführung im Krieg
- Prólogo al Mit den Japanern über den Jalu de Otto v. Gottberg, 1904